# شهرستان ژنان
شهرستان ژنان (به لاتین: Zhen'an County) یک شهرستان‌های جمهوری خلق چین در چین است که در شانگلو واقع شده‌است.
 شهرستان ژنان ۳٬۴۸۷ کیلومتر مربع مساحت و ۲۸۳٬۳۱۲ نفر جمعیت دارد.